# Li Chengliang
Li Chengliang (chinois traditionnel : 李成梁 ; pinyin : Lǐ Chéngliáng ; en coréen : 이성량), prénom de courtoisie Ruqie (汝契, rǔqiè), né en 1526 et mort en 1618, est un général chinois sous la dynastie Ming. Né au sein d'une famille pauvre de militaires d'origine coréenne, il ne reçoit une affectation officielle qu'à l'âge de 40 ans, dans la province du Liaodong. Commandant efficace face aux Mongols et aux Jürchen, et profitant des faveurs de l'empereur Wanli et du « Grand Secrétaire » Zhang Juzheng, il grimpe les échelons de la hierarchie militaire et administrative locale, accumulant titres et fortune. Après plus de 30 années de service, il profite d'une retraite relativement paisible et meurt en 1618. Plusieurs de ses fils, dont Li Rubai et Li Rusong, suivront les pas de leur père et deviendront à leurs tours d'importants généraux.

## Biographie

### Origine
Li Chengliang est né en 1526, aîné parmi les quatre fils de Li Chunmei. Sa famille d'origine coréenne a longtemps servi dans l'armée des Ming. Cependant, vivant dans une famille assez pauvre pendant sa jeunesse, il ne peut accéder au rang de sa famille qu'à partir de 40 ans et devient « commandant régional assistant » du Liaodong.

### Carrière militaire

#### Face aux Mongols
Entre la fin des années 1560 et le début des années 1580, Li Chengliang, aux côtés d'autres généraux chinois, parvient à repousser efficacement les agressions des Mongols en territoire Ming, en particulier celles du khan Tümen, à de multiples reprises. Ces différents succès lui valent plusieurs promotions au sein de la hierarchie militaire locale, jusqu'à atteindre, le titre de « comte de Ningyuan » (Ningyuan bo 寧遠伯) en 1578.

#### Face aux Jürchen
En 1573, il mène une campagne punitive contre le chef Jianzhou Jürchen Wang Gao (王杲) qui mène régulièrement des attaques en territoire Ming, allant jusqu'à tuer le commandant local à Fushun. Li Chengliang s'allie au chef jürchen Giocangga et son fils Taksi, et arrive à battre Wang Gao qui se retire dans sa forteresse au nord. Il est finalement capturé par Wang Tai, chef de la fédération Hūlun et livré à Li Chengliang avant d'être exécuté en 1575,.
En 1582, c'est au tour du fils de Wang Gao, Atai (阿台), de mener des raids en territoire Ming. Li Chengliang dirige alors une campagne efficace à l'aide de ses alliés Giocangga et Taksi, qui meurent cependant tous les deux peu après avoir pris la forteresse d'Atai dans des circonstances obscures,. Le fils de Taksi, Nurhachi exigeant des indemnités, Li Chengliang l'autorise à succéder à son père, et selon certaines sources, le prend sous son aile, devenant son mentor dans l'art de la guerre et la relation avec les Chinois.
Plus tard, Nurhachi réussira, grâce à une série d'alliances stratégiques et de victoires militaires, à unifier les tribus jürchen sous son autorité. Après s'être déclaré « khan des Jürchen », il se rebelle contre les Ming ; dans ses « Sept Griefs », promulgué en 1618 et servant de casus belli, Nurhachi reprochera aux Ming d'avoir « sans aucune justification, violé nos frontières et tué son père et son grand-père ».

#### Fin de carrière
Li Chengliang prend sa retraite en 1591 après 22 ans de service, au milieu d'accusations, jamais prouvées, de falsifications de rapports de bataille. Il est rappelé en 1603 lorsque le commandant du Liaodong est démis de ses fonctions. Bien qu'âgé de 66 ans, il accepte le poste et sert à nouveau pendant 8 ans avant de retourner à sa retraite. Il meurt finalement en 1618, à l'âge de 92 ans dans sa maison de Beijing après avoir reçu le titre honorifique de « Grand Mentor » (tai fu) de l'empereur.

## Prestige et fortune
Li Chengliang jouit grandement du soutien et des faveurs du jeune empereur Wanli (r. 1572–1620) et de son « Grand Secrétaire » Zhang Juzheng (1525–1582) qui gouverne pendant les 10 premières années du règne de Wanli. Tous les deux accordent à Li et ses fils d'importants titres et responsabilités dans les provinces du nord et même à la capitale, Beijing,
En plus de détourner une partie des allocations venant de la capitale destinée à la province, Li s'enrichit grâce aux différents butins de guerre, aux vols de chevaux dans les terres frontalières et à la manipulation des prix dans les marchés frontaliers.

## Famille
Des neuf fils de Li Chengliang, Li Rusong (l'une des personnalités militaires Ming les plus puissantes de la fin du XVIe siècle), Li Ruzhen, Li Rubai, Li Ruzhang et Li Rumei 
deviendront des « commandants régionaux » (zongbing 總兵) et les quatre autres, Li Ruzi, Li Ruwu, Li Rugui, and Li Runan, vont devenir des « commandants régionaux adjoints » (canjiang 參將) pour le compte des Ming.